# La donna della mia vita
Pour plus de détails, voir Fiche technique et Distribution.
La donna della mia vita est un film italien réalisé par Luca Lucini, sorti en 2010, avec Luca Argentero, Alessandro Gassmann, Valentina Lodovini et Stefania Sandrelli dans les rôles principaux.

## Synopsis
Leonardo (Luca Argentero) et Giorgio (Alessandro Gassmann) sont deux frères au caractère très différent : le premier est sensible et timide, le second est instable et coureur de jupons. Après une tentative de suicide, Leonardo rencontrez Sara (Valentina Lodovini) et en tombe amoureux, sans savoir qu'elle est l'ex-femme de son frère. Il appartient alors à leur mère, Alba (Stefania Sandrelli), de rétablir avec précaution les relations familiales entre ces deux fils, avec l'aide de Sandro (Giorgio Colangeli), son mari.

## Fiche technique
- Titre : La donna della mia vita
- Titre original : La donna della mia vita
- Réalisation : Luca Lucini
- Scénario : Giulia Calenda et Teresa Ciabatti (it) sur un sujet de Cristina Comencini
- Photographie : Alessandro Bolzoni
- Montage : Fabrizio Rossetti
- Musique : Carmelo Travia et Giuliano Taviani (it)
- Costumes : Massimo Cantini Parrini
- Producteur : Riccardo Tozzi (it), Marco Chimenz et Giovanni Stabilini
- Société de production : Cattleya
- Pays d'origine :  Italie
- Langue : Italien
- Format : Couleur
- Genre : Comédie dramatique
- Durée : 96 minutes
- Dates de sortie :  Italie : 26 novembre 2010

## Distribution
- Alessandro Gassmann : Giorgio
- Luca Argentero : Leonardo
- Stefania Sandrelli : Alba
- Valentina Lodovini : Sara
- Giorgio Colangeli : Sandro
- Sonia Bergamasco : Carolina
- Gaia Bermani Amaral (it) : Irene
- Lella Costa (it) : Francesca
- Franco Branciaroli : Alberto Forti
- Elena Lietti : Lisetta
- Giovanni Battezzato (it) : le chirurgien
- Paolo Bufalino (it) : le docteur
- Francesca Chillemi : elle-même

## Prix et distinctions
- Nomination au Ruban d'argent du meilleur acteur dans un second rôle en 2011 pour Giorgio Colangeli.